# Theo Ruiter

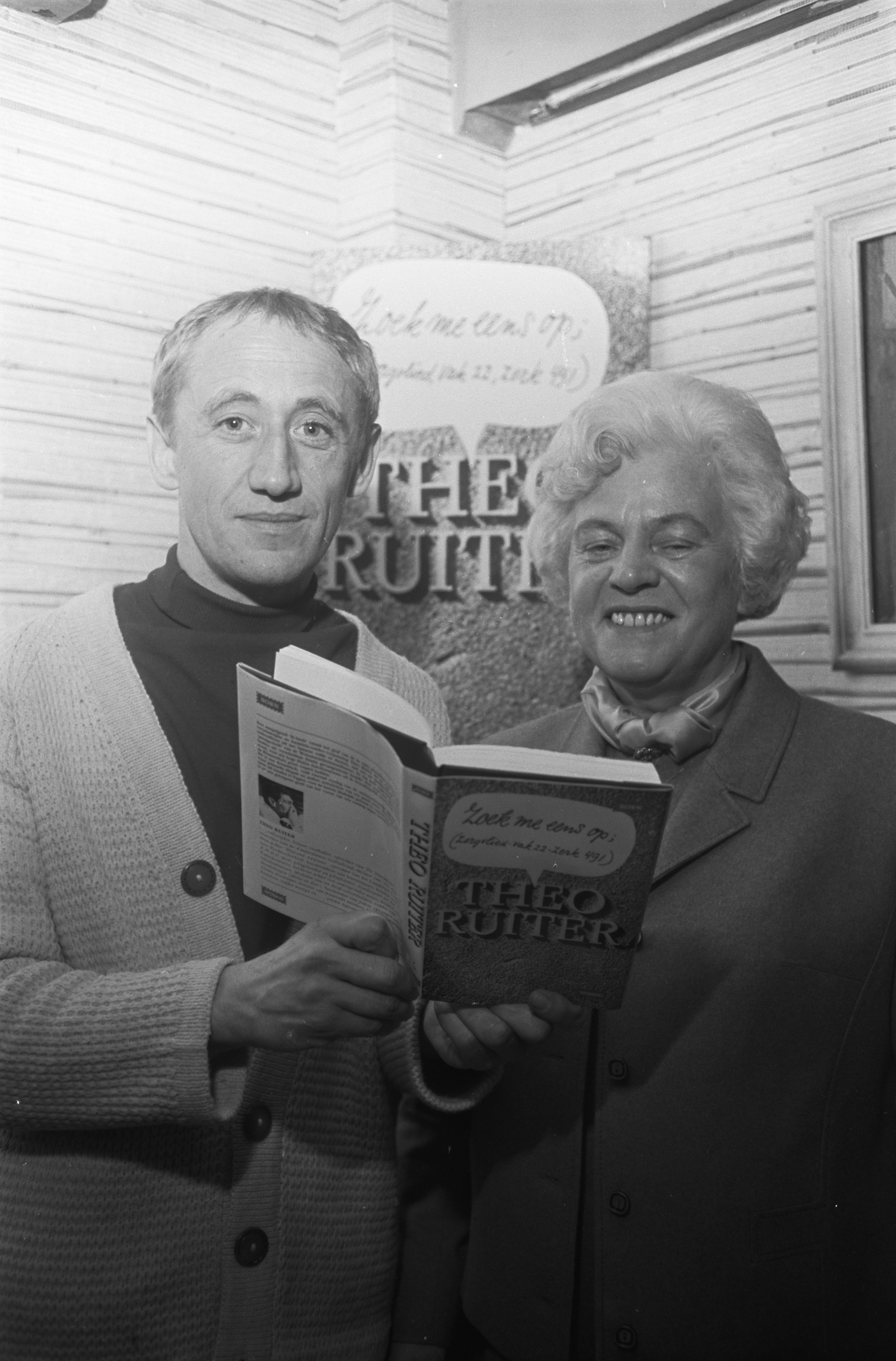
Presentatie van boek over Theo Ruiter (1968). Links de auteur Yves van Domber (pseud. van Cor Koreman); rechts Loekie, Ruiters vrouw

Theodorus Martinus Petrus Jacobus (Theo) Ruiter (Den Haag, 26 februari 1911 – Amsterdam, 1 april 1965) was een Nederlands verzetsstrijder en Amsterdams caféhouder. 
Ruiter was actief in een knokploeg. Ruiter redde aan het begin van de oorlog een Duitse officier. Omdat hij door die actie krediet had bij het Duits gezag in Nederland, wist hij tijdens de bezetting talloze mensen - voor zover bekend 88 - in Amsterdam uit Duitse hechtenis los te krijgen.
Hij was vanaf 1940 eigenaar van literair Café Theo Ruiter op Rozengracht 160, en daar kwamen schrijvers en journalisten die later ook actief in het verzet waren zoals Ed Hoornik, Wim Schouten en de dichter Jan Campert.
Ruiters café bleef tot 1980 een beroemde verzamelplaats voor verzetsmensen, kunstenaars, schrijvers, acteurs, zangers en journalisten. Wim Ibo presenteerde begin jaren zestig vanuit Café Theo Ruiter een cabaretachtig televisieprogramma.
Over het leven van Ruiter verscheen in 1968 het boek Theo Ruiter. Zoek me eens op. Zorgvlied-vak 22-zerk 491. Ruiter kreeg het Verzetsherdenkingskruis toegekend.
In 2010 werd zijn graf op de Amsterdamse begraafplaats Zorgvlied overgedragen aan de begraafplaats als blijvend monument.

## Publicatie
- Yves van Domber: Theo Ruiter. Zoek me eens op (Zorgvlied-vak 22-zerk 491). Assen, Born, 1968. Geen ISBN.